# Imigração portuguesa nos Estados Unidos
Luso-americano ou português americano é um americano que possui ascendência portuguesa ou um português que reside nos Estados Unidos.
Os portugueses e os seus descendentes formam um grupo étnico razoavelmente expressivo nos Estados Unidos, somando 1,3 milhões de pessoas (0,5℅ da população).

## História
Depois da Guerra Revolucionária Americana, Portugal foi o primeiro país neutro a reconhecer os Estados Unidos como um país independente. O primeiro português documentado que viveu na América colonial foi Mathias de Sousa, um judeu sefardita, em 1634. 
A presença portuguesa nos Estados Unidos remonta ao início do século XVI, quando o navegador Miguel Corte Real aí chegou pela primeira vez e João Rodrigues Cabrilho explorou a costa da Califórnia. E o Dighton Rock, um marco histórico no sudeste de Massachusetts, representa a presença dos portugueses nesta área.
Durante a época colonial, houve uma pequena emigração portuguesa para os Estados Unidos, especialmente para as ilhas de Martha’s Vineyard e Nantucket. 
Peter Francisco, um soldado no exército continental americano, seria provavelmente de ascendência açoriana. 
No século XVIII um grupo importante de descendentes de judeus portugueses, perseguidos pela inquisição de Portugal e depois do Brasil, fixaram-se na área do que hoje Nova Iorque, na altura chamada Nova Amesterdão, fundando nesta cidade a primeira comunidade judaica da América do Norte. Porém, só se pode falar de uma efetiva emigração portuguesa para os Estados Unidos a partir de meados do século XIX. Embora o Brasil tenha recebido a grande maioria dos emigrados portugueses, a América do Norte tornou-se, também, um destino importante da emigração portuguesa.
No fim do século XIX, muitos portugueses, principalmente açorianos e madeirenses, emigraram para a Costa Leste dos Estados Unidos. Lá, estabeleceram comunidades em vários locais da Nova Inglaterra. As cidades com uma presença substancial de lusodescendentes incluem Providence, Bristol e Pawtucket em Rhode Island e New Bedford, Taunton e Fall River em Massachusetts. Na Costa Oeste, na Califórnia, há comunidades portugueses em São Francisco, Oakland, San José, Santa Cruz, no Central Valley, nas áreas produtoras de leite do Los Angeles Basin, e nas áreas dos pescadores em San Diego. Também há conexões com as comunidades portugueses no Noroeste Pacífico, em Astoria, Oregon; Seattle, Washington; e Colúmbia Britânica, Canadá.
Muitos portugueses deslocaram-se para o Havai, antes da anexação do arquipélago pelos Estados Unidos no fim do século XIX.

### Século XX
Em meados do século XX, uma nova onda dos imigrantes portugueses chegou aos Estados Unidos, principalmente à região Nordeste (Nova Jérsia, Nova Iorque, Connecticut, Rhode Island e Massachusetts). Há vários clubes portugueses nestes estados que operam com a intenção de promover e preservar a cultura portuguesa através de eventos, atividades desportivas, etc. Muitos luso-americanos derivam as suas raízes familiares de descendentes dos portugueses nascidos em África (Angola, Cabo Verde e Moçambique), na Ásia (principalmente Macau) e também na Oceânia (Timor-Leste). No ano 2000, havia quase um milhão de luso-americanos nos Estados Unidos. 
Como aconteceu com outros americanos de origem europeia, alguns apelidos portugueses foram mudados para adquirirem um som mais americano, por exemplo Rodrigues para Rogers, Oliveira para Oliver, Martins to Martin, Silva para Silver, Pereira to Perry, Moraes ou Morais para Morris, Magalhães para McLean, Souto to Sutton, Moura to Moore, Serrão para Serran, Rocha para Rock (ou Pedra), Madeira para Wood e Pontes para Bridges.
Uma contribuição portuguesa para a música americana é o ukulele, que originou na Madeira e foi popularizado no Havai. Um compositor luso-americano, John Philip Sousa, tornou-se conhecido pelas suas composições patrióticas.
Azores Refugee Act of 1958
De 1957-1958, o Vulcão dos Capelinhos entrou em erupção na ilha açoreana da Faial, causando imensa destruição com lava e fumo. Em setembro de 1958, o então Senador e futuro Presidente dos Estados Unidos, John F. Kennedy, apresentou o “Azorean Refugee Act,” autorizando 1500 visas disponíveis às vitimas do vulcão, tendo sido posteriormente aprovado.A reautorização deste ato, em 1962, criou oportunidades para a entrada de mais imigrantes portugueses nos Estados Unidos. De acordo com o censo dos Estados Unidos de 2000, mais de 1,1 milhões de luso-americanos, sobretudo de ascendência açoriana, imigraram de Portugal para os EUA. Por causa desta imigração, os Estados Unidos autorizou o “Immigration Act” em 1965. Com este ato, a imigração portuguesa aumentou muito durante as décadas de 1970s e 1980s.

### Uma imigração expressiva

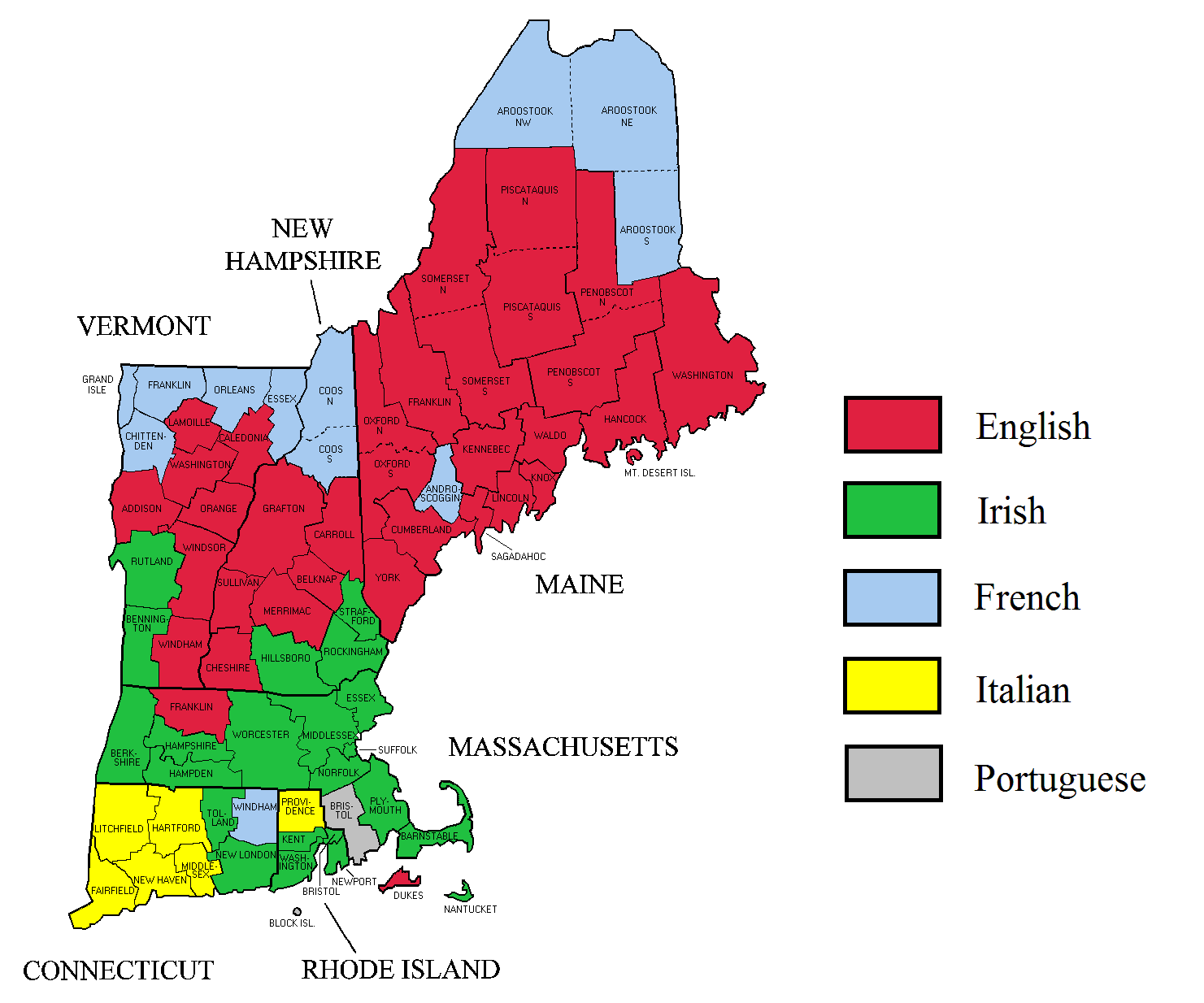
Mapa de ancestralidade ou ascendência étnica autorreportada na Nova Inglaterra, com a diáspora portuguesa a cinzento.

Entre 1820 e 1970, emigraram para os Estados Unidos 446 mil portugueses, a maior parte deles oriunda dos Açores e da Madeira. Entre as ocupações mais frequentes, estavam a pesca, o trabalho com algodão e na indústria têxtil.
Hoje em dia, a população luso-americana já ultrapassa um milhão de pessoas, sendo a maior concentração na Califórnia, com 330 974 habitantes de origem portuguesa (1% da população do estado), seguida por Massachusetts, com 279 722 (4,4%), seguido de Rhode Island, 91 445 (8,7%), e Nova Jérsia, 72 196 (0,9%). Há luso-descendentes em todos os estados norte-americanos.